# Pozostałe koszty operacyjne
Pozostałe koszty operacyjne – zgodnie z ustawą o rachunkowości z dnia 29 września 1994 r. są to koszty rodzajowe związane pośrednio z działalnością operacyjną jednostki. Są one "symetryczne" względem pozostałych przychodów operacyjnych.
Obejmują one zatem:
- wartość netto sprzedawanych lub likwidowanych środków trwałych oraz wartości niematerialnych i prawnych;
- koszty prowadzonej działalności socjalnej;
- przekazane darowizny;
- zapłacone kary, grzywny i odszkodowania;
- odpisy aktualizujące wartość środków trwałych, wartości niematerialnych i prawnych, zapasów i należności;
- spisanie przedawnionych, umorzonych lub nieściągalnych należności w ciężar pozostałych kosztów operacyjnych;
- utworzenie rezerw, z wyjątkiem rezerw związanych z operacjami finansowymi.